# Animittnahalli, Malur
Animittnahalli là một làng thuộc tehsil Malur, huyện Kolar, bang Karnataka, Ấn Độ.